# Atyriodes cyrene
Atyriodes cyrene är en fjärilsart som beskrevs av Druce 1885. Atyriodes cyrene ingår i släktet Atyriodes och familjen mätare. Inga underarter finns listade i Catalogue of Life.